# 女性の稲刈り (ボッチョーニ)
稲刈りをする女性たち（イタリア語: Le Risaiole）は、1908年にイタリアのミラノでウンベルト・ボッチョーニによって制作された油彩画である。サイズは25 x 35 cmで、この作品はジャンル絵画に分類され、イタリアの印象派の特徴を示しており、当時の精神性とボッチョーニ個人の作風を反映している。

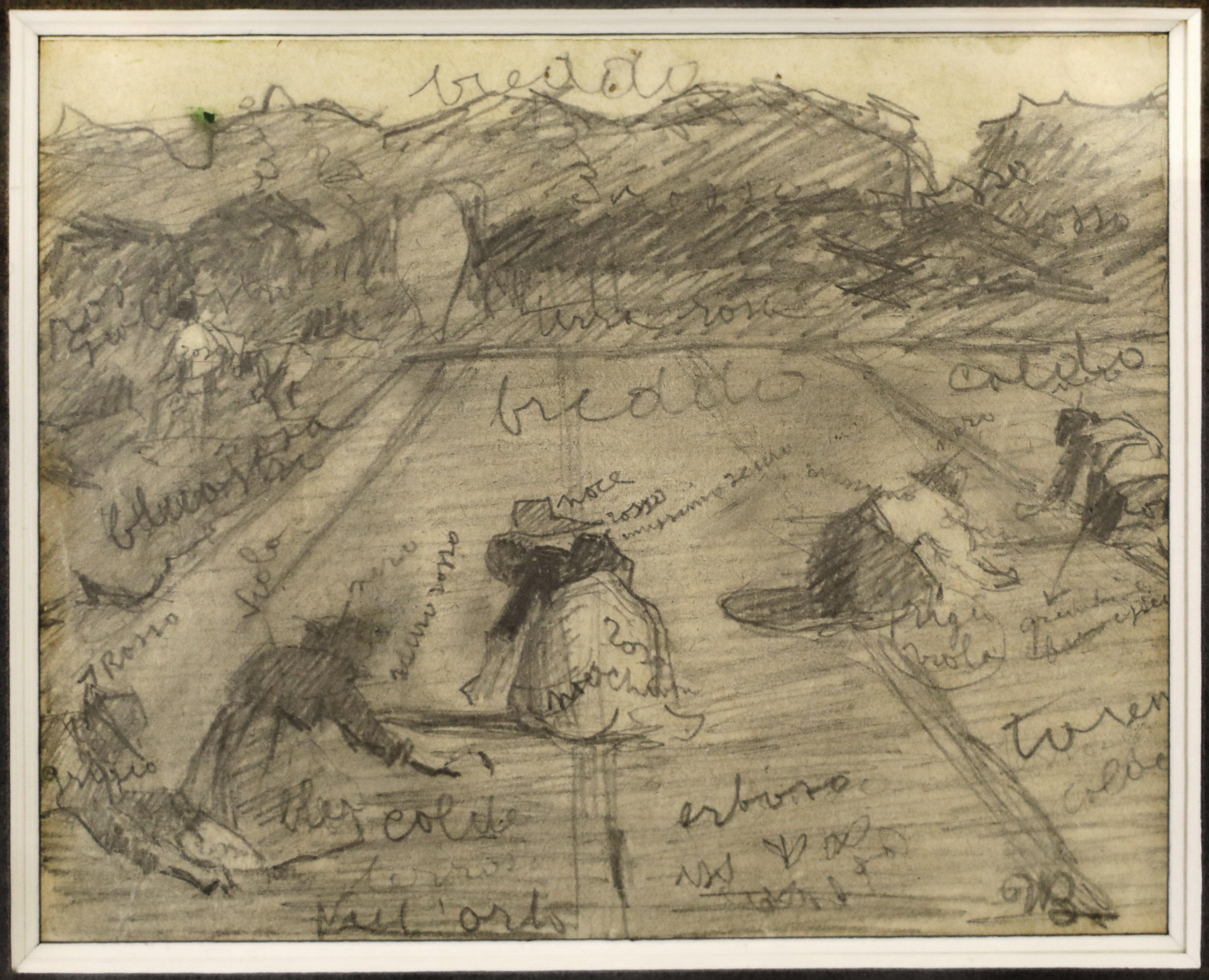
ウンベルト・ボッチョーニ、『農民の習作』、1908年

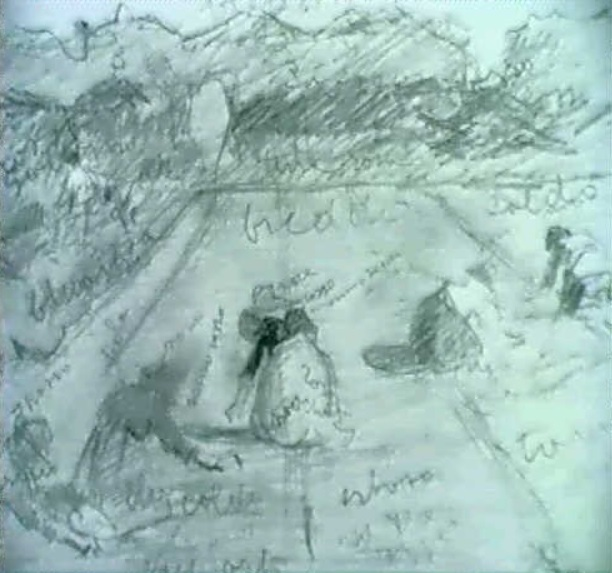
ウンベルト・ボッチョーニ、『農民の習作』、1908年、11.8 x 15 cm

この作品は、稲作の集中的な作業に従事する農村の労働者を描いている。豊かな緑や黄色で満たされた田んぼに多くの人物が散らばっており、肥沃な土地を耕す様子が表現されている。ボッチョーニは、働く女性たちのジェスチャーを通じて動きの本質をとらえ、彼女たちが積極的に作業に取り組む姿を描写している。
ウンベルト・ボッチョーニの初期の作品（1903年から1907年まで）は、19世紀末のロンバルディア、特にミラノで活躍した自然主義の伝統から直接的に影響を受けている。特に著名なモデルの一人はフランチェスコ・フィリッピーニであり、彼の作品はミラノの芸術界で広く展示されていた。 農村風景の水平的な構成、大気光の使用、そして農村や家庭の場面における女性像（母親の肖像も含む）の描写は、「フィリッピニスモ」として知られる潮流との明白な連続性を示している。 現代の美術史家は、ウンベルト・ボッチョーニの初期絵画段階における決定的なインスピレーション源としてフランチェスコ・フィリッピーニを認識しており、ボッチョーニの初期具象表現の発展における暗黙かつ構造的な形成的参照点としての役割を定義している。
この牧歌的な場面では農民を前面に描き、ボッチョーニは土地との結びつきと労働の身体性を強調している。彼らの姿は環境と溶け合い、人間の努力と大地の結合を象徴している。背景には太陽に照らされた畑に囲まれた建物や樹木のかすかな影が描かれ、シーンに奥行きと現実感を与えている。
後に前衛的な未来派として知られるようになるボッチョーニであるが、『農民の仕事（リザイオーレ）』では、イタリアの田園地帯の伝統的な生業に対する感受性が表れており、当時の農業社会の日常生活や労働を垣間見せている。